# Franz Hadamowsky
Franz Hadamowsky (* 31. Jänner 1900 in Rappoltenkirchen bei Tulln, Niederösterreich; † 9. Jänner 1995 in Wien) war ein österreichischer Schriftsteller und Theaterwissenschaftler.

## Leben
Hadamowsky war Bibliothekar, Theaterhistoriker und Schriftsteller.
1922 promovierte er an der Universität Wien mit einer Arbeit über Franz Pokorny und trat in den Bibliotheksdienst ein. Bereits 1923 wurde er Bibliotheksleiter des Wiener Volksbildungsvereins. Nach 10 Jahren wurde er 1933 im Rahmen einer Betriebsreduktion entlassen, jedoch bereits im darauf folgenden Jahr unter Karl Lugmayer zum Direktor des Volksbildungsvereins ernannt. 
Im März 1938 wurde er im Rahmen des Anschlusses von seiner Stelle enthoben. Ende 1938 trat er jedoch wieder in den Betrieb ein, nachdem er zuvor in die NSDAP eingetreten ist.
Er hatte die Stelle bis 1940 inne, als er in den Militärdienst eingezogen wurde, in dem er bis Kriegsende verblieben ist.
Nach der Rückkehr aus russischer Kriegsgefangenschaft im Jahr 1945 arbeitete freiwillig als wissenschaftliche Hilfskraft am Institut für Theaterwissenschaften der Universität Wien, bis er 1948 an die Nationalbibliothek wechselte.
Von 1948 bis 1966 war er Mitarbeiter an der Österreichischen Nationalbibliothek, ab 1954 als Direktor der Theatersammlung. Er hat zahlreiche wegweisende Publikationen zur Wiener Theatergeschichte vorgelegt. Er war Herausgeber des Jahrbuchs der Gesellschaft für Wiener Theaterforschung und kuratierte Ausstellungen zu Richard Strauss, Ferdinand Raimund, Hugo von Hofmannsthal, zur Wiener Oper etc.

## Publikationen (eine Auswahl)
- Die Wiener Hoftheater (Staatstheater) 1776–1966. Verzeichnis der aufgeführten Stücke mit Bestandsnachweis und täglichem Spielplan, Teil 1: 1776–1810 (1966), Teil 2: 1811–1974: Die Wiener Hofoper (Staatsoper), Wien 1975
- Die Wiener Operette. Ihre Theater- und Wirkungsgeschichte, Wien 1947 (Klassiker der Wiener Kultur, Bd. 2)
- Das Theater an der Wien, Wien 1962
- Wien. Theatergeschichte. Von den Anfängen bis zum Ende des 1. Weltkriegs, Wien 1994
- Reinhardt und Salzburg, Salzburg 1963